# Magieure
Die Magieure ist ein Fluss in Frankreich, der im Département Allier in der Region Auvergne-Rhône-Alpes verläuft. Sie entspringt am östlichen Ortsrand von Treignat, entwässert generell in nordöstlicher Richtung durch die Landschaft Bocage Bourbonnais und mündet nach rund 27 Kilometern im Gemeindegebiet von Vaux als linker Nebenfluss in den Cher. Knapp vor der Mündung unterquert sie den parallel zum Cher verlaufenden Canal de Berry mit Hilfe einer Kanalbrücke. Heute ist der ehemalige Schifffahrtskanal nicht mehr in Betrieb.

## Orte am Fluss
- Treignat
- Archignat
- Huriel
- Ricros, Gemeinde Domérat
- Vaux